# Division d'Honneur 1922-23
La Primera División de Bélgica 1922/23 fue la 23.ª temporada de la máxima competición futbolística en Bélgica.

## Tabla de posiciones
| Pos | Equipo                      | PJ | PG | PE | PP | GF | GC | Pts | DG  | Notas                               |
| --- | --------------------------- | -- | -- | -- | -- | -- | -- | --- | --- | ----------------------------------- |
| 1   | Royale Union Saint-Gilloise | 26 | 18 | 6  | 2  | 55 | 19 | 42  | +36 |                                     |
| 2   | Beerschot                   | 26 | 16 | 5  | 5  | 65 | 28 | 37  | +37 |                                     |
| 3   | C.S. Brugeois               | 26 | 15 | 7  | 4  | 42 | 21 | 37  | +21 |                                     |
| 4   | Daring Club de Bruxelles    | 26 | 14 | 6  | 6  | 46 | 23 | 34  | +23 |                                     |
| 5   | SC Anderlechtois            | 26 | 16 | 2  | 8  | 54 | 37 | 34  | +17 |                                     |
| 6   | Racing Club Bruxelles       | 26 | 12 | 5  | 9  | 58 | 52 | 29  | +6  |                                     |
| 7   | Standard Club Liégeois      | 26 | 10 | 5  | 11 | 47 | 48 | 25  | -1  |                                     |
| 8   | R.F.C. Brugeois             | 26 | 9  | 6  | 11 | 47 | 54 | 24  | -7  |                                     |
| 9   | La Gantoise                 | 26 | 8  | 4  | 14 | 42 | 53 | 20  | -11 |                                     |
| 10  | K Berchem Sport             | 26 | 7  | 5  | 14 | 36 | 67 | 19  | -31 |                                     |
| 11  | RC Malines                  | 26 | 7  | 5  | 14 | 30 | 56 | 19  | -26 |                                     |
| 12  | R.C.S. Verviétois           | 26 | 6  | 5  | 15 | 40 | 57 | 17  | -17 |                                     |
| 13  | Royal Antwerp FC            | 26 | 5  | 5  | 16 | 31 | 49 | 15  | -18 | Descenso a la División de Promoción |
| 14  | Uccle Sport                 | 26 | 4  | 5  | 17 | 30 | 59 | 13  | -29 | Descenso a la División de Promoción |

PJ = Partidos jugados; PG = Partidos ganados; PE = Partidos empatados; PP = Partidos perdidos; GF = Goles a favor; GC = Goles en contra; Pts = Puntos; DG = Diferencia de goles